# Tienfala
Tienfala è un comune rurale del Mali facente parte del circondario di Koulikoro, nella regione omonima.
Il comune è composto da 16 nuclei abitati:
- Banco
- Daforo
- Diogo
- Fougadougou
- Foura
- Manabougou
- Ninfala
- Semba Est
- Semba Ouest
- Sirabala
- Sirabalabougou
- Sirakorni
- Sogoun
- Solani
- Tienfala Gare
- Tienfala Village (centro principale)